# Richard Stury
Richard Stury (geboren als Simon Anton Stury; * 30. Oktober 1859 in München; † 27. Mai 1928 ebendort) war ein deutscher Schauspieler und königlich bayerischer Hofrat.

## Leben
Richard Stury war der Sohn des Postbeamten Anton Stury (* 13. Mai 1824 in Babenhausen in Schwaben; † 19. September 1877 in München) und dessen Frau Therese, geborene Heckl (* 21. November 1834 in Neuburg an der Donau; † 12. Februar 1903 in München). Seine jüngeren Brüder Franz Xaver Stury (1862–1929) und der Opernsänger Max Stury wurden ebenfalls Schauspieler.
Stury, der sich als Schauspieler Richard nannte, besuchte das humanistische Wilhelmsgymnasium in München, wo er bereits mit Auftritten bei Schulveranstaltungen brillierte. Mit 16 Jahren hatte er ein Vorsprechen bei dem Regisseur der Münchner Hofbühne Ernst von Possart. Nach dem Abitur 1879 begann er an der Universität München Rechtswissenschaften zu studieren, was er nach zwei Jahren abbrach. Parallel absolvierte er erfolgreich das Schauspielstudium bei Heinrich Richter an der Königlichen Akademie der Tonkunst in München.
Nach seinem Debüt am Hoftheater Coburg übernahm Stury kleinere Rollen in München. König Ludwig II. begeisterte sich für den jungen Schauspieler, ließ ihn für Privatvorstellungen im Nationaltheater engagieren und ihn in der Rolle des Siegfried lebensgroß malen.
1881 erhielt Stury ein Engagement am Hoftheater Darmstadt und in den Jahren 1882 bis 1887 wirkte er als „Erster Held und Liebhaber“ am Hoftheater Mannheim, wo er sich zum Heldendarsteller von Schiller- und Goethe-Stücken sowie zum Shakespeare-Schauspieler entwickelte. Seit 1887 war Richard Stury festes Ensemblemitglied des Münchner Hof- und Nationaltheater. 1888 erfolgte die amtliche Änderung seines Vornamens in Richard. 1889 erhielt er den Titel eines königlichen Hofschauspielers. Am Münchner Nationaltheater feierte er in den 1890er Jahren seine größten Erfolge als „erster Held und Liebhaber“. Ende des 19. Jahrhunderts galt es als einer der herausragenden Schauspieler Münchens.
Von 1893 bis 1897 unterrichtete Stury an der Akademie der Tonkunst das dramatische Fach. 1899 verunglückte er bei einer Aufführung von Faust II, was seine weitere Berufstätigkeit beeinträchtigte und seine Migräneanfälle verstärkte. 1905 beendete er mit 46 Jahren sein Engagement am Nationaltheater aus gesundheitlichen Gründen. Er soll bis dahin mehr als 400 Rollen übernommen haben. Seitdem war er vor allem privater Schauspiellehrer und unternahm mit dem befreundeten Richard Strauss und anderen zahlreiche längere Reisen. Richard Stury war Präsident der Münchner Versuchsbühne und langjähriges Mitglied und zeitweise Obmann der Genossenschaft Deutscher Bühnenangehöriger. 1899 trat er der Deutschen Shakespeare-Gesellschaft in Weimar und 1906 der Calderon-Gesellschaft für geistliche Bühnenkunst bei.
Richard Stury engagierte sich im Münchner Kulturleben. So hatte er sich bis 1893 an der kurzlebigen Gesellschaft für modernes Leben beteiligt. Von 1913 bis 1927 leitete der Goethe-Verehrer im Rahmen der Kulturinstitution Freies Deutsches Hochstift in Frankfurt die Münchner Zweiggenossenschaft.
Aus der 1904 geschlossenen Ehe mit Ella (Gisela) Seeholzer (1878–1941), der Tochter eines wohlhabenden Apothekers aus Ingolstadt, stammten vier Kinder. Zuerst wohnte die Familie in der Steinsdorfstraße Nr. 18. 1911/1912 ließ er die neoklassizistische Villa Stury in der Possartstraße Nr. 18 in Bogenhausen errichten, die es ihm bis in die frühen 1920er Jahre erlaubte, mit Soireen, Hauskonzerten und anderen Veranstaltungen seine Stellung im Münchner Kunst- und Kulturszene zu pflegen.
Durch die Inflation verlor die Familie große Teile ihres Finanzvermögens und hatte Schwierigkeiten, ihre Villa zu unterhalten. Richard Stury verstarb im Alter von 68 Jahren, seit längerem gesundheitlich angeschlagen, an einem Gehirnschlag. Er wurde auf dem Münchner Ostfriedhof beigesetzt. Ein Teil des Nachlasses befindet sich in der Monacensia in München.

## Ehrungen
1900 war Richard Stury die Ludwigsmedaille für Kunst und Wissenschaft und 1905 der Verdienstorden vom Heiligen Michael IV. Klasse verliehen worden. 1911 war er zum Königlich Bayerischen Hofrat ernannt und in Schwabing eine Straße nach ihm benannt worden.
Der Sohn Richard F. Stury (1911–1999), promovierter Jurist und promovierter Theaterwissenschaftler, plante zu Ehren seines Vaters eine Stiftung, was jedoch erst die Ehefrau Gertrud E. Stury (1924–2008) umsetzen konnte. Im Oktober 2002 wurde in München die Richard Stury Stiftung zur Förderung von Kunst und Geisteswissenschaften gegründet, der Gertrud Stury bis zu ihrem Tode vorstand. Die Stiftung vergibt Stipendien an darstellende und bildende Künstler und an Studierende der Kunst-, Theater- und Kulturwissenschaften, fördert wissenschaftliche Publikationen sowie künstlerische und wissenschaftliche Projekte an Museen, Akademien und Universitäten sowie veranstaltet eigene wissenschaftliche Veranstaltungen, Symposien und Tagungen.